# Geologia de Nauru

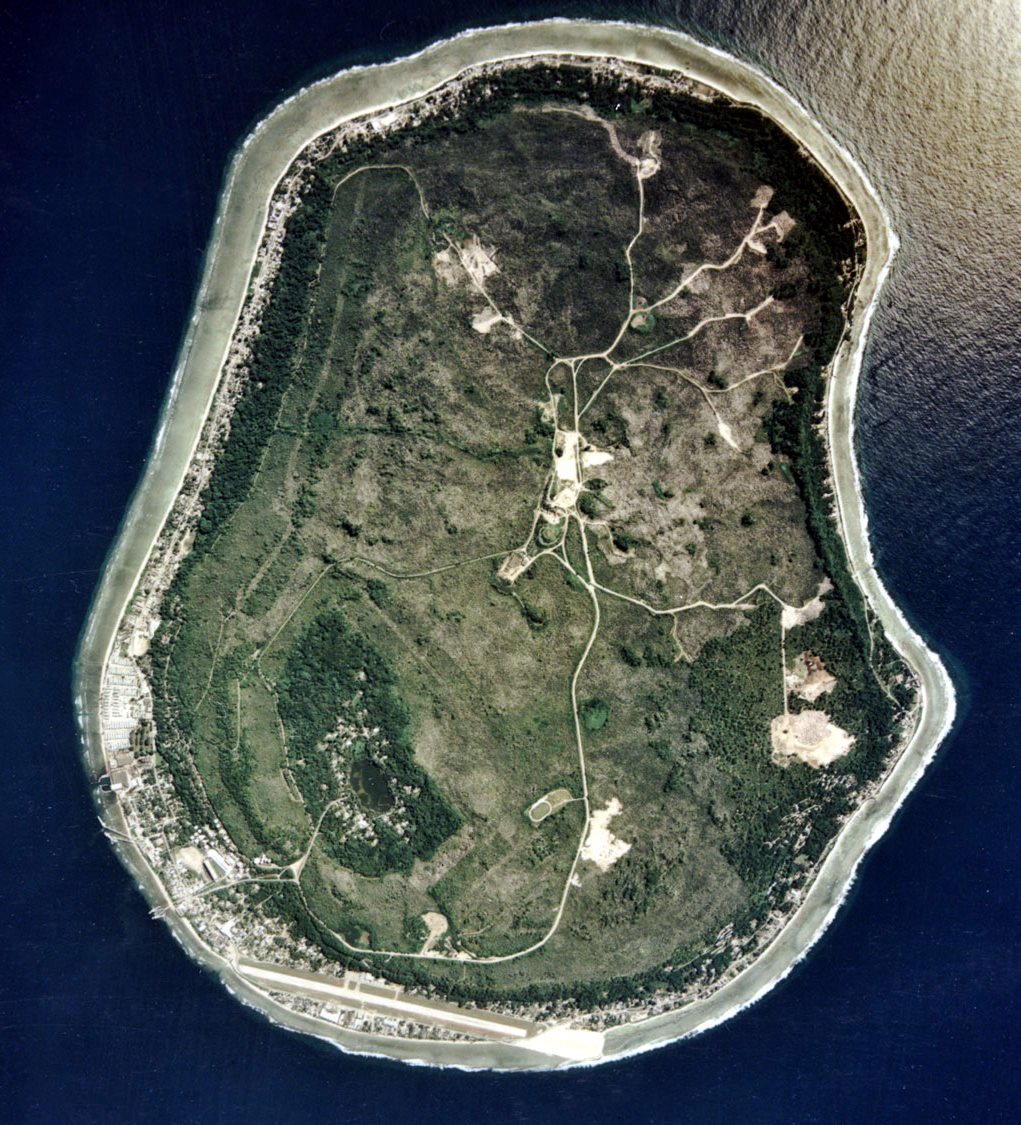
Uma imagem aérea da ilha de Nauru em 2002. Anabare Bay fica no lado leste. A Lagoa da Buada é a região mais escura do sudoeste.

Nauru está posicionado na Bacia de Nauru do Oceano Pacífico, em uma parte da Placa do Pacífico que se formou em uma cordilheira oceânica a 132 anos. A partir de meados do Eoceno (35 anos) até o Oligoceno, um vulcão submarino construído sobre um Ponto quente, e formou um monte submarino composto de basalto . O monte submarino sobe mais de 4300 m acima do fundo do oceano. Este ponto quente desenvolveu-se simultaneamente com uma grande reorganização da Placa do Pacífico.
O vulcão foi erodido até o nível do mar e um atol de coral cresceu no topo com uma espessura de cerca de 500 m. O coral perto da superfície foi datado de 5 a 0,3 Ma. O calcário original foi dolomitizado por magnésio da água do mar . O coral foi elevado acima do nível do mar cerca de 30 m, e agora é um afloramento de calcário dolomítico que foi erodido no clássico estilo cárstico em pináculos de até 20 m de altura. Até uma profundidade de pelo menos 55 m abaixo do nível do mar, o calcário foi dissolvido formando cavidades, sumidouros e cavernas.
Anibare Bay foi formada pelo colapso subaquático do lado leste do vulcão. O colapso formou uma forma de anfiteatro com o bloco em forma de arco girando para fora em sua base de cerca de 900 a 1100 m abaixo do nível do mar. Abaixo de 1100 m, o deslizamento protrai até 2000 m de profundidade. No distrito de Ijuw, ao norte da baía, existem lineamentos que seguem para o interior a noroeste. A Lagoa da Buada foi formada pela dissolução do calcário quando o nível do mar estava mais baixo, seguido de colapso.
Nauru está se movendo em 104 mm por ano a noroeste, juntamente com a Placa do Pacífico subjacente.
Córregos e rios não existem em Nauru. A água é coletada dos sistemas de captação do telhado. A água é trazida para Nauru como lastro em navios que retornam para cargas de fosfato.
A água doce pode ser encontrada na Lagoa Buada, e também em algumas lagoas salobras na base da escarpa em Ijuw e Anabar no nordeste. Existe um lago subterrâneo chamado Moqua Well em Moqua Caves no sudeste da ilha.